# Adrián Tracogna
Adrián Alberto Tracogna (Villa Ballester, Provincia de Buenos Aires; 20 de abril de 1964) es un piloto argentino de automovilismo de velocidad. Desarrolló su carrera deportiva compitiendo principalmente en la categoría Turismo Internacional, de la cual se supo consagrar como campeón de su Clase Súper en los años 2009, 2010, 2012 y 2015.
Inició su carrera deportiva en el motociclismo, compitiendo en la categoría Superbike Argentino, para luego recalar en el automovilismo, al debutar en la categoría promocional Desafío Fiesta en el año 2003. Su ingreso al Turismo Internacional tuvo lugar en el año 2004, compitiendo en esta categoría hasta el año 2015. Tras haber obtenido 4 títulos en esta categoría, en 2016 anunció su ingreso a la divisional Junior de la Top Race. En el año 2019 fue confirmado en esta categoría como piloto del equipo Inbest Racing.

## Trayectoria
| Año  | Categoría                                   | Marca                    |
| ---- | ------------------------------------------- | ------------------------ |
| 2003 | Debut en Desafío Fiesta                     | Ford Fiesta              |
| 2004 | Desafío Fiesta                              | Ford Fiesta              |
| 2004 | Debut en Turismo Internacional, Clase Súper | BMW Serie 3              |
| 2005 | Turismo Internacional, Clase Súper          | BMW Serie 3              |
| 2006 | Turismo Internacional, Clase Súper          | BMW Serie 3              |
| 2007 | Turismo Internacional, Clase Súper          | BMW Serie 3              |
| 2008 | Turismo Internacional, Clase Súper          | BMW Serie 3              |
| 2009 | Campeón Turismo Internacional, Clase Súper  | BMW Serie 3              |
| 2010 | Campeón Turismo Internacional, Clase Súper  | BMW Serie 3              |
| 2011 | Turismo Internacional, Clase Súper          | BMW Serie 3              |
| 2012 | Campeón Turismo Internacional, Clase Súper  | BMW Serie 3              |
| 2013 | Turismo Internacional, Clase Súper          | BMW Serie 3              |
| 2014 | Turismo Internacional, Clase Súper          | BMW Serie 3              |
| 2015 | Campeón Turismo Internacional, Clase Súper  | BMW Serie 3              |
| 2016 | Debut en Top Race Junior                    | BMW F30 Junior           |
| 2017 | Top Race Junior                             | Mercedes-Benz CLA Junior |
| 2018 | Turismo Internacional, Clase Súper          | BMW Serie 3              |
| 2019 | Top Race Junior                             | Chevrolet Cruze Junior   |

### Trayectoria en Top Race
| Temporada | Categoría       | Vehículo           | Equipo          | Posición final     |
| --------- | --------------- | ------------------ | --------------- | ------------------ |
| 2016      | Top Race Junior | BMW Serie 3        | SDE Competición | 15º (25.00 puntos) |
| 2017      | Top Race Junior | Mercedes-Benz CLA  | JM Racing Ceres | 4º (82.00 puntos)  |
| 2019      | Top Race Junior | Chevrolet Cruze II | Inbest Racing   | 6º (57.00 puntos)  |

- [5]

## Palmarés
| Título  | Categoría             | Marca       | Año  |
| ------- | --------------------- | ----------- | ---- |
| Campeón | Turismo Internacional | BMW Serie 3 | 2009 |
| Campeón | Turismo Internacional | BMW Serie 3 | 2010 |
| Campeón | Turismo Internacional | BMW Serie 3 | 2012 |
| Campeón | Turismo Internacional | BMW Serie 3 | 2015 |